# 1892 Lucienne
1892 Lucienne eller 1971 SD är en asteroid i huvudbältet som upptäcktes den 16 september 1971 av den Schweiziska astronomen Paul Wild vid Observatorium Zimmerwald. Den har fått sitt namn efter Lucienne Divan.
Asteroiden har en diameter på ungefär 9 kilometer.